# Todiramphus saurophagus
El alción lagartijero (Todiramphus saurophagus) es una especie de ave coraciforme de la familia Halcyonidae que vive en Indonesia, Papúa Nueva Guinea, y las islas Salomón.

## Distribución y hábitat
Se encuentra en los manglares de las Molucas septentrionales, Nueva Guinea e islas circundantes, las islas Bismarck y las Salomón.